# Дорис Милър
Дорис „Дори“ Милър (на английски: Doris „Dorie“ Miller) е американски военен, готвач във Военноморските сили на САЩ по време на Втората световна война.
Герой от Битката при Пърл Харбър на 7 декември 1941 г. Първият афроамериканец в САЩ, награден с „Флотски кръст“ – второто отличие във Военноморските сили на Щатите след „Медал за храброст“.

## Биография
Роден е в Уейко, Тексас на 12 октомври 1919 година, в семейството на Хенриета и Конъри Милър, 3-ти от 4 синове на семейството. Дорис израства като внимателен и трудолюбив младеж, помага много в домакинството на майка си и работейки на полето с баща си.
Физически много силен младеж, Дорис започва да тренира американски футбол в гимназията „Ей Джей Мур“ в Уейко. Поради неговите физически данни и сърцатата му игра като защитник получава прякора „Разярения бик“.
Работи във фермата на баща си, преди да се запише във Военноморския флот на САЩ през септември 1939 година. Преминава флотско обучение в базата на ВМС в Норфолк, Вирджиния, след което е зачислен на снабдителния кораб „Пиро“ (USS „Pyro“) като офицерски помощник.
На 2 януари 1940 година е прехвърлен на крайцера „Уест Вирджиния“ (USS „West Virginia“), където става флотски шампион по бокс в супертежка категория. През юли същата година за кратко е зачислен на крайцера „Невада“ (USS „Nevada“) в рамките на обучение за стрелци от флотската зенитна артилерия. Завръща се на „Уест Вирджиния“ на 3 август 1941 година.

## Нападение над Пърл Харбър
В ранната утрин в деня на атаката на японците Дорис събира пране, когато зазвучава сирената за тревога. Той се отправя към бойното си място – склад на противовъздушна батарея в средата на кораба, но го намира разрушен от торпедо. Милър се качва на палубата, където получава заповед да пренася ранени моряци до безопасно място. Когато капитанът Мервин Бениън е ранен от осколка на бомба, офицер извиква Милър на мостика, за да помогне за евакуацията на капитана. Милър го вдига на ръце, за да го пренесе до пункт за първа помощ, но капитанът отказва да напусне и остава на мостика до смъртта си.
Повикан да помогне за презареждането на 12-милиметрови противовъздушни картечници „Браунинг“, Милър застава зад едната и открива огън по летящите наоколо японски самолети, въпреки че никога не е обучаван да работи с такова оръжие. Готвачът стреля, докато амунициите свършват. В крайна сметка японските самолети пробиват палубата на кораба с 2 бронебойни бомби и пускат 5 бр. 457-милиметрови торпеда в левия борд на линейния кораб. В резултат от експлозиите и тежките наводнения „Западна Вирджиния“ бавно поляга на дъното на залива и екипажът, включително Милър, изоставя кораба.

## Втора световна война
След сериозни разногласия в политическите среди в САЩ, където част от тъмнокожите политици искат Дорис да бъде награден с „Медал за храброст“, през май 1942 година президентът на САЩ Франклин Рузвелт решава да бъде награден с Флотски кръст. На 27 май 1942 година Дорис Милър е награден от адмирал Честър Нимиц на борда на самолетоносача „Ентърпрайзис“.

## Гибел
През 1943 година Дорис участва в тренировъчно учение на Хаваите със самолетоносача „Лиском Бей“ в рамките на подготовка за битката при остров Гилбърт. Военните действия започват на 20 ноември 1943 година. На 24 ноември самолетоносачът е торпилиран от японската подводница I-175. Няколко минути след удара на торпедото избухва складът за авиобомби, разрушавайки кораба. 646 моряци и офицери загиват при експлозията, включително и Дорис Милър.
На 7 декември 1943 година, в деня на годишнината от трагедията при Пърл Харбър, семейство Милър получава телеграма от главното командване, в която пише, че синът им Дорис Милър е „изчезнал по време на акция“ (по презумпция: загинал).
На 25 ноември 1944 година училището, в което е учил Дорис, е преименувано на негово име.

## Кино
Персонажът на Дорис Милър е изграждан в 2 игрални филма:
- през 1970 година във филма „Тора! Тора! Тора!“ от актьора Елвън Хавърд;
- през 2001 година във филма „Пърл Харбър“ на режисьора Майкъл Бей, където ролята се играе от носителя на Академична награда „Оскар“ – Куба Гудинг-джуниър.